# Oratoire Sant'Andrea dei Pescivendoli
L'oratoire Sant'Andrea dei Pescivendoli (en français : oratoire Saint-André-des-Vendeurs-de-Poissons) est un édifice religieux situé dans le rione de Sant'Angelo à Rome sur la via del Foro Piscario. Désormais déconsacré, l'oratoire est dédié à l'apôtre André et était rattaché à l'église Sant'Angelo in Pescheria voisine.

## Historique
L'oratoire est une chapelle construite à partir de 1689 à proximité de l'église Sant'Angelo in Pescheria à laquelle il est rattaché. Il doit son nom à l'apôtre André, dit l'apôtre « Pêcheur », protecteur de la corporation et des vendeurs de poisson, spécialité depuis le Moyen Âge du secteur du portique d'Octavie où il est situé, comme l'indique l'inscription latine sur le bandeau de la porte principale « Locus orationis venditorum piscium ».
L'édifice est déconsacré au XXe siècle, devient propriété de la ville de Rome et est affecté en local commercial.

## Architecture
Au dessus de la porte d'entrée se trouve un bas-relief représentant l'apôtre André avec un poisson, œuvre commune de Michel Maille (1643-1703), Franca Contea et Lorenzo Ottoni.

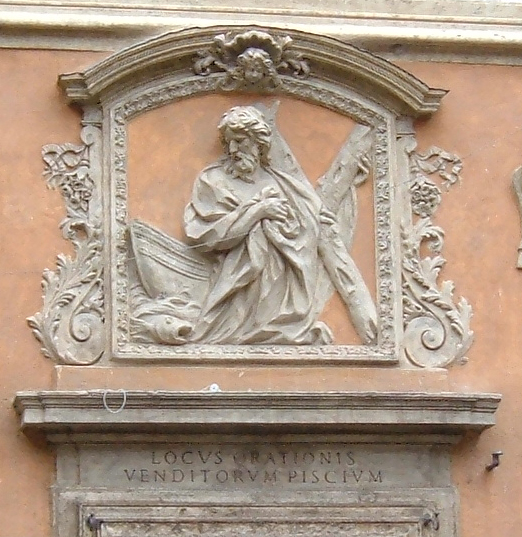
Détail du bas-relief